# Acumontia venator
Acumontia venator is een hooiwagen uit de familie Triaenonychidae. De wetenschappelijke naam van Acumontia venator gaat terug op Roewer.